# Middlesbrough Ironopolis FC
Middlesbrough Ironopolis was een Engelse voetbalclub uit de stad Middlesbrough.
De club werd in 1889 opgericht door enkele leden van Middlesbrough FC die op dat moment een amateurclub waren, ze wilden een profclub voor de stad en vormden zo Ironopolis.
Hun eerste wedstrijd op 14 december 1889 tegen Gainsborough Trinity eindigden op een 1-1 gelijkspel.
Ze speelden in de Northern League van 1890 tot 1893 waar 3 keer op rij de titel behaald werd. In dat eerste seizoen werd ook de kwartfinale van de FA Cup bereikt waar Darlington FC te sterk was. In 1892/93 werd ook de kwartfinale bereikt, daar ging de club er in de replay uit tegen Preston North End.
Voor het seizoen 1893/94 werd de club toegelaten tot de Football League Second Division en verving daarmee Accrington FC dat zich terug had getrokken. Tegenstanders waren onder andere latere grootmachten Liverpool FC, Newcastle United en Woolwich Arsenal (nu gewoon Arsenal). Ironopolis werd 11de op 15 clubs.
Aan het einde van het seizoen moest de club uit het stadion ‘’Paradise Ground’’ vanwege de financiële situatie. De bezoekersinkomsten dekten de kosten van de spelerslonen niet. Ook de verplaatsingskosten waren te hoog. In februari 1894 werden de spelers ingelicht dat het team opgeheven zou worden. De laatste wedstrijd was op 30 april 1894 tegen South Bank FC en eindigde in een 1-1 gelijkspel.